# Damagaram Takaya
Damagaram Takaya este o comună rurală din departamentul Mirriah, regiunea Zinder, Niger, cu o populație de 32.933 de locuitori (2001).